# Kattfugan

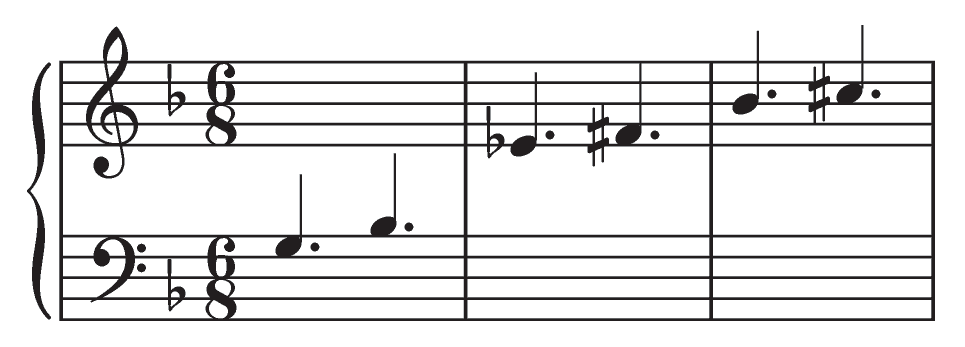
Ledmotiv ur Kattfugan.

Fuga i g-moll (K. 30, L. 499) av Domenico Scarlatti är en ensatsig sonat för cembalo även känd som Kattfugan (italienska: Fuga del gatto). Den publicerades första gången i samlingen Essercizi 1738–1739.
Smeknamnet Kattfugan tillkom först i början av 1800-talet. Bakgrunden är att Scarlatti lär ha haft en katt som gärna gick på tangenterna och lyssnade på ljuden. Scarlatti sägs ha noterat en av dessa improviserade fraser och använt den som ledmotiv i fugan.